# Coïncidence
Pour les articles homonymes, voir Coïncidence (homonymie).

Éclipse solaire du 11 août 1999. Le fait que la Lune masque exactement le Soleil est une coïncidence.

Une coïncidence est une occurrence simultanée et remarquable de circonstances ou d'évènements qui n'ont apparemment pas de connexion causale entre eux.
D'un point de vue statistique, les coïncidences sont inévitables, et souvent moins remarquables qu'il n'y paraît intuitivement.
La perception de coïncidences peut amener à  des interprétations surnaturelles, occultes, ou paranormales ; elle peut également conduire à des croyances fatalistes.

## Étymologie
Le mot vient  du latin cum- (« avec », « ensemble ») et incidere (verbe composé de « in » et « cadere » : « advenir », « se produire »).

## Coïncidences, causalité et corrélation
« Il n'y a guère à s'étonner si, au cours de longues périodes de temps, tandis que Dame Fortune erre de ci, de là, de nombreuses coïncidences se produisent spontanément. »

— Plutarque, Vies parallèles des hommes illustres, Vie de Sertorius, premier paragraphe, IIe siècle (sur Wikisource)

« On remarquera le hasard qui a fait périr les deux frères le même jour, et l'on ne remarquera pas, ou l'on remarquera moins celui qui les a fait mourir à un mois, à trois mois, à six mois d'intervalle, quoiqu'il n'y ait toujours aucune solidarité entre les causes qui ont amené tel jour la mort de l'aîné, et celles qui ont amené tel autre jour la mort du cadet »

— Antoine-Augustin Cournot, Essai sur les fondements de nos connaissances et sur les caractères de la critique philosophique, 1851

« ... c'est  seulement l'étude de l'incertitude qui nous intéresse, et non celle de la chose incertaine. Ainsi, nous n'étudions pas les causes de la pluie, nous voulons seulement savoir quelles sont les chances qu'il pleuve. »

— Dennis Lindley, The Philosophy of Statistics, Journal of the Royal Statistical Society, 2000

« Les non-mathématiciens semblent  plus conscients que les spécialistes du paradoxe fondamental de la théorie des probabilités, qui a suscité la perplexité des philosophes depuis que Pascal a créé cette branche de la science en 1654... Le paradoxe consiste en ce que la théorie est capable de prédire avec une précision  surnaturelle le résultat d'ensemble de processus formés de nombreux évènements, chacun d'eux étant individuellement imprévisible. En d'autres mots, nous observons de nombreuses incertitudes produisant un résultat certain, de nombreux faits dus au hasard se combinant pour suivre une loi sûre. »

— Arthur Koestler, Les Racines du hasard, 1972

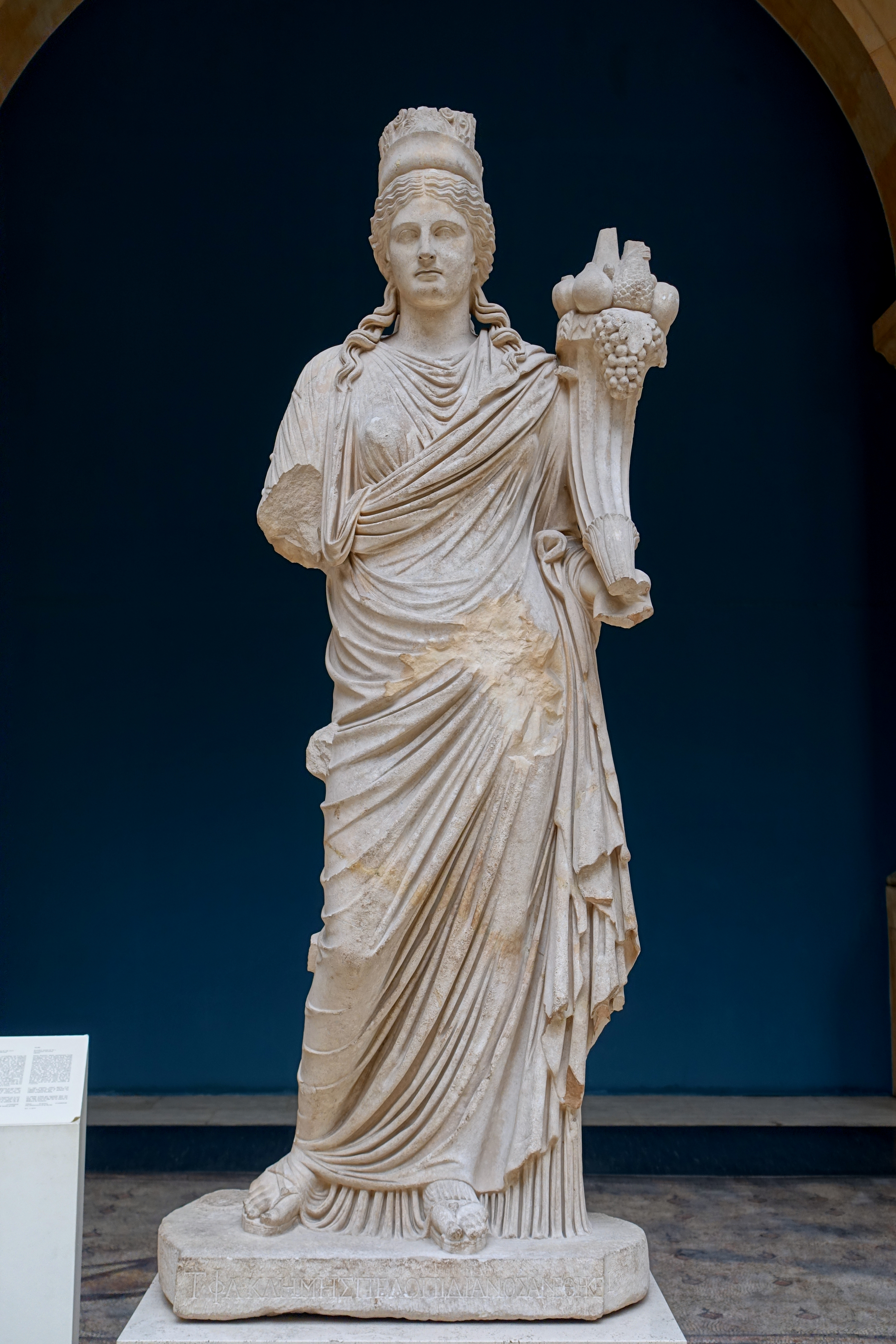
Fortuna, déesse allégorique gréco-romaine du hasard et des coïncidences.

Mesurer la probabilité d'une série de coïncidences est la méthode la plus simple pour distinguer une coïncidence d'une connexion causale, ou du moins d'une corrélation. Cependant, pour disposer d'informations quantitatives, des tests statistiques (test du χ², test de Student, etc.) ont été construits, permettant de déterminer si une corrélation est significative, ou peut n'être seulement  que le résultat du simple hasard.
Il faut toutefois se rappeler qu'établir une relation de cause à effet est notoirement difficile, comme l'exprime l'adage Cum hoc ergo propter hoc (« avec ceci, donc à cause de ceci »). En statistique, on admet généralement que des  observations ne permettent que de soupçonner, mais jamais d'établir, une relation de cause à effet ; cependant, si une observation isolée peut être due au hasard, des observations suffisamment répétées du même phénomène tendent à démontrer l'existence d'une relation causale ; c'est sur cette remarque banale que reposent des techniques sophistiquées, comme la notion de preuve à divulgation nulle de connaissance. Le paradoxe des probabilités rappelé par Koestler dans la citation précédente amène ainsi la plupart des observateurs naïfs à penser qu'une quantité suffisante de coïncidences ne peut s'expliquer que par une cause commune, alors que, le plus souvent, seul le calcul précis permet d'éliminer l'hypothèse nulle.

## Estimations erronées  des probabilités

### Paradoxe des anniversaires
De nombreux résultats non intuitifs en probabilités (les paradoxes probabilistes) montrent la difficulté à estimer correctement une probabilité sans effectuer de calculs rigoureux. Un exemple est le paradoxe des anniversaires, qui montre que la probabilité que deux personnes aient le même anniversaire dépasse déjà 50 % dans un groupe de seulement 23 personnes.
Ce paradoxe se décline dans de nombreux contextes, dès lors que de nombreuses valeurs sont tirées au sort dans un ensemble fini. Ainsi au loto bulgare, où il y a 13 983 816 grilles possibles, il y a une chance sur deux que deux tirages soient identiques pour 4 004 tirages; de fait la série 4 - 15 - 23 - 24 - 35 - 42 y a été tirée le 4 septembre 2009 et le 10 septembre 2009, au loto israélien une répétition semblable de la série 13 - 14 - 26 - 32 - 33 - 36 le 21 septembre 2010 et le 16 octobre de la même année.

### Biais cognitifs
Par ailleurs, de nombreux biais cognitifs, comme le biais de représentativité, rendent difficile l'estimation objective de la probabilité a priori d'une coïncidence[réf. nécessaire]. Ainsi, pour un individu donné, le fait de gagner au Loto est si peu probable qu'il tend à penser que s'il se produit, c'est nécessairement dû à l'intervention d'une volonté surnaturelle ; pourtant, il y a des gagnants à chaque tirage. De même, la victoire dans une course de chevaux ou un match de football est souvent due à des impondérables (et ce n'est que sur un ensemble assez grand de rencontres qu'une supériorité objective pourra se dégager), les acteurs et les spectateurs tendent pourtant à affirmer que cette victoire était méritée et prévisible (c'est une variante du biais de confirmation).

### Usage erroné des probabilités
Enfin, une confusion fréquente vient de ce que le modèle des probabilités n'est pas nécessairement adapté à toutes les analyses de coïncidences. Selon la célèbre formule de Cournot, « le hasard, c'est la rencontre de deux séries causales indépendantes » (il donne comme exemple la tuile qui tombe du toit sur la tête du passant) ; la probabilité de ce genre de coïncidence est difficile ou impossible à mesurer.

## Synchronicité
« La théorie de la synchronicité, conçue par un psychologue,  Carl Jung et un physicien, Wolfgang Pauli, tous deux éminents dans leurs domaines, représente peut-être  l'écart le plus radical de notre époque à la vision dominante d'une science mécanique. Cependant, ils avaient un précurseur, dont les idées ont eu une influence considérable sur Jung : le biologiste autrichien Paul Kammerer. »

— Arthur Koestler, Les Racines du hasard
Une des passions du biologiste Paul Kammerer était la collection de coïncidences. Il publia Das Gesetz der Serie (La Loi des séries) dans lequel il raconte une centaine d'anecdotes qui l'ont amené à formuler sa « théorie de la sérialité ». Inspiré entre autres par ses idées, le psychiatre suisse Carl Gustav Jung a développé dans. son livre Synchronicity une théorie selon laquelle les coïncidences se produisent en raison de ce qu'il appelle la synchronicité, qu'il définit comme un « principe de connexion acausale ».
Par définition, une coïncidence semble ne pas présenter de relation causale. Jung parle de synchronicité lorsque les deux évènements survenant ensemble ont cependant du sens pour l'observateur (par exemple, lorsque le tirage du Loto coïncide avec sa date de naissance), et que le hasard semble être l'explication la moins probable.
Certains sceptiques, comme Georges Charpak et Henri Broch, pensent cependant que la synchronicité n'est qu'un exemple d'apophénie ; ils considèrent que les théorèmes de probabilité et de statistique (comme la loi de Littlewood) suffisent à expliquer les coïncidences apparemment remarquables,.

## Interprétation des coïncidences

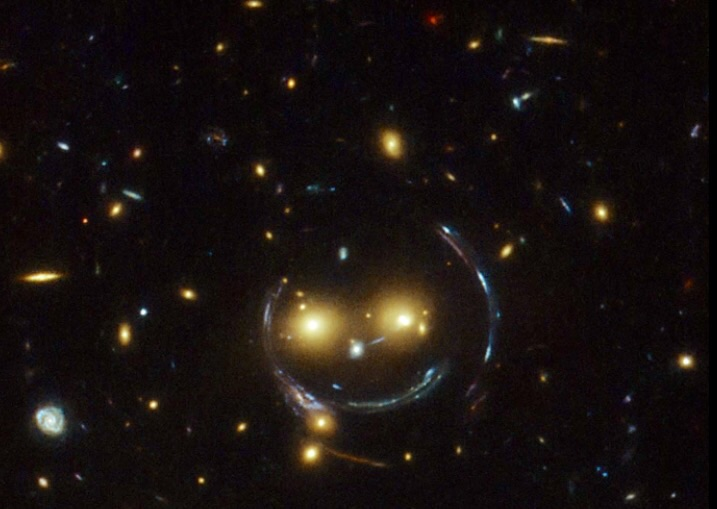
Coïncidence ou plaisanterie cosmique ? Ce smiley est une image de lentille gravitationnelle produite par le télescope Hubble.